# Epitaph für Philipp Frey von Dehrn

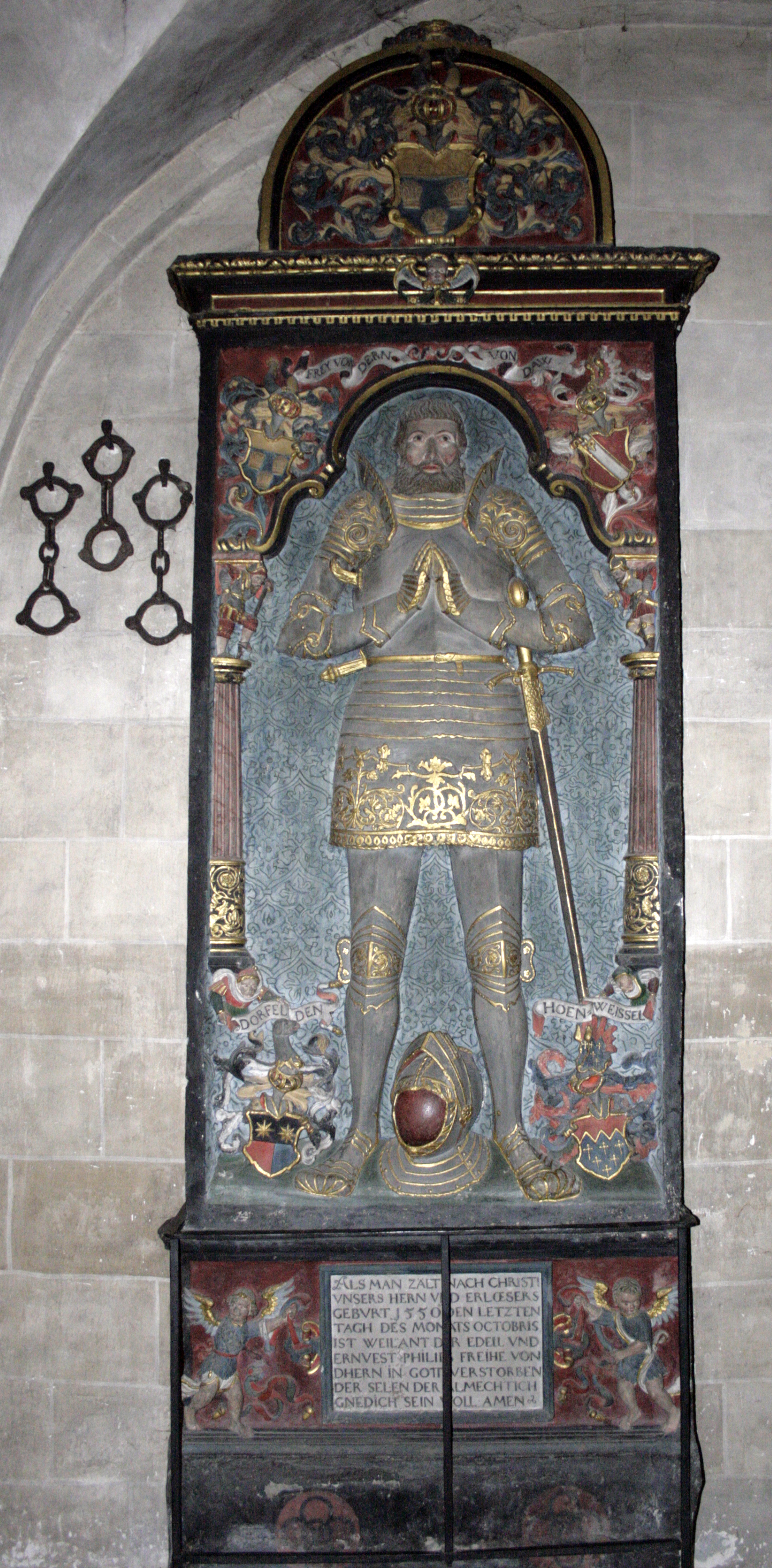
Epitaph für Philipp Frey von Dehrn

Das Epitaph für Philipp Frey von Dehrn befindet sich in der katholischen Pfarrkirche St. Lubentius in Dietkirchen, einem Stadtteil der Kreisstadt Limburg an der Lahn des mittelhessischen Landkreises Limburg-Weilburg.

## Beschreibung
Das farbig gefasste Renaissance-Epitaph im nördlichen Seitenschiff für den 1550 gestorbenen Ritter Philipp Frey von Dehrn besitzt eine Sockelzone mit Inschriftentafel, die von Putti gehalten wird. Darüber steht unter einem von Säulen getragenen Bogen lebensgroß der betende Stifter. Er trägt einen prunkvollen Harnisch mit Dolch und Schwert an der Seite. Zu seinen Füßen liegt der Helm. In allen vier Ecken befinden sich Ahnenwappen mit Helmzier. Im oberen Abschluss ist in einem Rundgiebel das Wappen des Ritters Philipp Frey von Dehrn zu sehen.